# Björn O. Stenström
Björn O. Stenström, född 1964, även känd som Stonestream, är en låtskrivare och producent. Han har bland annat producerat och skrivit låtar till Ace of Base, Metrix och Together.
I kommunvalet 2014 valdes han in i Falköping kommunfullmäktige för Folkpartiet Liberalerna.